# Eschata melanocera
Eschata melanocera là một loài bướm đêm trong họ Crambidae.